# Sportfreunde Neukieritzsch 1921
Sportfreunde Neukieritzsch 1921 is een Duitse sportclub uit Neukieritzsch, Saksen. De club is actief in onder andere voetbal, atletiek, volleybal, tennis, judo, schaken en kegelen.

## Geschiedenis
Begin jaren twintig bestonden er in het dorpje Bahnhof Kieritzsch de sportclubs Deutschen Turnerschaft, Vater Jahn en SpVgg Bahnhof Kieritzsch. In 1923 fuseerden deze tot Verein Sportfreunde Bahnhof Kieritzsch. Na de Tweede Wereldoorlog werd de club ontbonden. Er werd in de intussen gevormde gemeente Neukieritzsch een nieuwe club SG Neukieritzsch opgericht. In 1949 schakelde de club over naar het BSG-systeem en nam de naam BSG Elektro-MAS aan. Nadat een staalbedrijf de sponsoring overnam uit het nabijgelegen Lippendorf werd de naam op 22 augustus 1950 BSG Stahl Lippendorf. In 1969 werd de naam opnieuw gewijzigd toen er een nieuw bedrijf de sponsoring overnam en dan werd het ISG Lippendorf. Na de Duitse hereniging werd de huidige naam aangenomen.
Momenteel (2019/2020) neemt de club alleen met jeugdelftallen aan de competitie deel.